# Уэбб, Уильям (судья)
Сэр Уильям Уэбб (англ. William Webb, 1887—1972) — австралийский судья, председатель Международного военного трибунала для Дальнего Востока.

## Биография
Уильям Уэбб родился в Брисбене, окончил университет Квинсленда, получив степень бакалавра права и в 1913 году был принят в коллегию адвокатов штата Квинсленд.
В 1915 году получил должность государственным общественного защитника (англ. public defender) штата Квинсленд, с 1917 по 1922 годы занимал должность Королевского адвоката, в 1922—1925 годах — главного адвоката (англ. Solicitor-General) штата, одновременно с 1925 по 1945 годы был председателем арбитражного суда штата Квинсленд.
24 апреля 1925 года Уэбб был назначен судьёй Верховного суда штата Квинсленд и занимал эту должность 1940 года, когда он был назначен сначала старшим судьей (17 мая), а затем (27 июня) главным судьей Верховного суда. Эту должность Уэбб занимал до 15 мая 1946 года, когда он был назначен судьёй Верховного суда Австралии.
В 1943 году Уэбб был назначен правительством Австралии членом комиссии по расследованию преступлений японских военных. В период с 1943 по 1945 годы Уэбб подготовил три доклада о преступлениях японских военных против австралийских военнопленных. В 1944 году Уэбб посетил Лондон для содействия комиссии Объединенных Наций по военным преступлениям.
В мае 1946 году Уэбб был назначен судьёй Верховного суда Австралии и занимал этот пост 12 лет. В 1946 году, когда главнокомандующий союзными оккупационными войсками в Японии генерал Дуглас Макартур формировал состав международного военного трибунала для Дальнего Востока, он предложил кандидатуру Уэбба на должность председателя трибунала. Уэбб был председателем международного трибунала на всём протяжении Токийского процесса над главными японскими военными преступниками, который шёл в 1946—1948 годах. В конце 1947 года, когда в Верховном суде Австралии рассматривалось знаменитое дело Банк Нового Южного Уэльса против Содружества Наций, правительство Австралии, заинтересованное в личном участии Уэбба в процессе, попыталось вызвать его из Токио, направив соответствующий запрос Макартуру. Но главный судья Верховного суда Джон Лэтем лично связался с Уэббом и убедил его не покидать Японию. 12 ноября 1948 года, после более чем двухлетнего судебного разбирательства, Уэбб в качестве председателя международного военного трибунала для Дальнего Востока огласил приговор трибунала.
Уэбб ушёл в отставку из Верховного суда Австралии в 1958 году, после 12-летнего пребывания в должности.
У.Уэбб женился в 1917 году на Беатрис Агню, в браке у них было четыре дочери и два сына.
Уильям Уэбб умер в 1972 году в пригороде Брисбена Наджи и похоронен на местном кладбище.

## Награды
В 1954 году У.Уэбб был произведён в звание Рыцаря-Командора ордена Британской империи, в 1967 году удостоен звания почётного доктора права в университете Квинсленда.
В его честь названа дорога в округе Белконнен, Канберра.